# Hemiodoecus crassus
Hemiodoecus crassus är en insektsart som beskrevs av Burckhardt 2009. Hemiodoecus crassus ingår i släktet Hemiodoecus och familjen Peloridiidae. Inga underarter finns listade i Catalogue of Life.